# Stigmatochroma metaleptodes
Stigmatochroma metaleptodes är en lavart som först beskrevs av William Nylander och fick sitt nu gällande namn av Marbach 2000. 
Stigmatochroma metaleptodes ingår i släktet Stigmatochroma och familjen Caliciaceae.   Inga underarter finns listade i Catalogue of Life.